# دانشگاه اولو

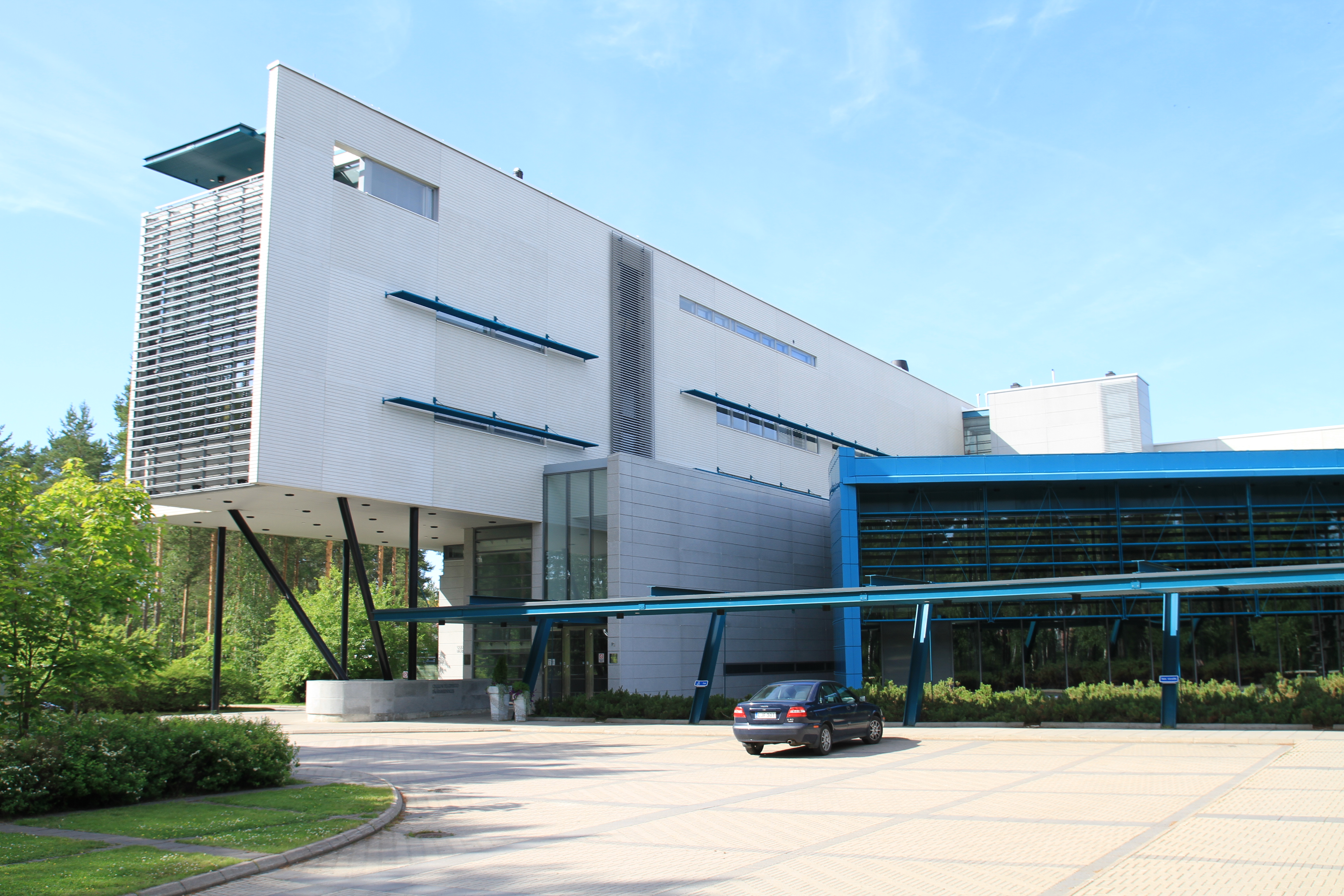
دانشگاه اولو فنلاند

دانشگاه اولو (به فنلاندی: Oulun yliopisto) یکی از بزرگترین دانشگاه‌های فنلاند و در شهر اولو واقع است. این دانشگاه در سال ۱۹۵۸ شروع به کار کرد.

## دانشکده‌ها
دانشکده‌های دانشگاه اولو عبارتند از:
- دانشکده بیوشیمی و پزشکی مولکولی
- دانشکده آموزش
- دانشکده علوم انسانی
- دانشکده فناوری اطلاعات و مهندسی برق
- دانشکده پزشکی
- دانشکده علوم
- دانشکده فناوری
- دانشکده کسب و کار

## رتبه‌بندی
مؤسسه QS که هرساله برترین دانشگاه‌های جهان را اعلام می‌کند این دانشگاه را در رده ۳۷۴ دنیا و پنجم فنلاند در سال ۲۰۲۰ رتبه‌بندی کرده‌است.در رتبه‌بندی دانشگاه‌های جهان در سال ۲۰۲۰ که مؤسسه تایمز آن را انجام داده‌است دانشگاه اولو در رتبه ۳۰۰–۲۵۱دنیا قرار دارد.